# Tyson Gay
Pour les articles homonymes, voir Gay.
Tyson Gay (né le 9 août 1982 à Lexington) est un athlète américain, spécialiste du 100 et du 200 mètres.
Le  20 septembre 2009 à Shanghai il devient, avec un temps 9 s 69, le deuxième homme le plus rapide du monde sur 100 mètres après Usain Bolt. À Osaka en 2007, il est sacré triple champion du monde (sur 100 m, 200 m et relais 4 × 100 m). 
En revanche, il n’est pas médaillé olympique. La médaille d’argent qu’il avait obtenue en 2012 sur 4 x 100 m aux Jeux olympiques de Londres lui a été retirée quand, un an plus tard, il a été convaincu de dopage.

## Biographie
Il est entré à l'université de l'Arkansas à Fayetteville en 2004.
Ses entraîneurs sont Lance Brauman et Jon Drummond, puis John Smith.

### 2005-2006: Révélation
Tyson Gay se révèle durant la saison 2005 en terminant quatrième du 200 mètres des Championnats du monde d'Helsinki en 20 s 34, derrière ses trois compatriotes Justin Gatlin, Wallace Spearmon et John Capel. Il améliore néanmoins son record personnel en demi-finale en réalisant 20 s 25. Sélectionné également dans l'épreuve du relais 4 × 100 mètres, il quitte la compétition dès le premier tour à la suite de la disqualification de l'équipe américaine. En septembre 2005, Gay remporte le 200 m de la Finale mondiale de l'athlétisme en descendant sous les 20 secondes (19 s 96 (-0,5 m/s)). Il figure à la deuxième place des bilans mondiaux de fin d'année grâce à son temps de 19 s 93 réalisé le 9 juin à Sacramento, derrière les 19 s 89 de Wallace Spearmon.
En 2006, il termine deuxième du 200 m du meeting de Lausanne derrière son compatriote Xavier Carter. En effet, avec un temps de 19 s 70, il devient le quatrième performeur de l'histoire sur la distance, seulement dépassé par le recordman du monde de l'époque Michael Johnson (19 s 32), Carter (19 s 63 à Lausanne) et le Namibien Frankie Fredericks, dauphin de Johnson à Atlanta. Après le retrait de Justin Gatlin pour dopage, Gay devient le nouvel opposant au Jamaïcain Asafa Powell, détenteur du record du monde du 100 m. Pendant l'été, lui et l'Américain s'affrontent à plusieurs reprises, notamment à Zurich où Gay assiste impuissant au record du monde de Powell. Gay profite néanmoins de la course pour améliorer son record personnel en 9 s 84.
Il poursuit sur sa lancée et remporte le 200 m de la finale mondiale à Stuttgart en 19 s 68 avec un vent de -0,1 m/s, améliorant son temps de référence de 2 centièmes. Il devient alors le quatrième coureur à passer sous les 19 s 70.

### 2007: Trois titres mondiaux

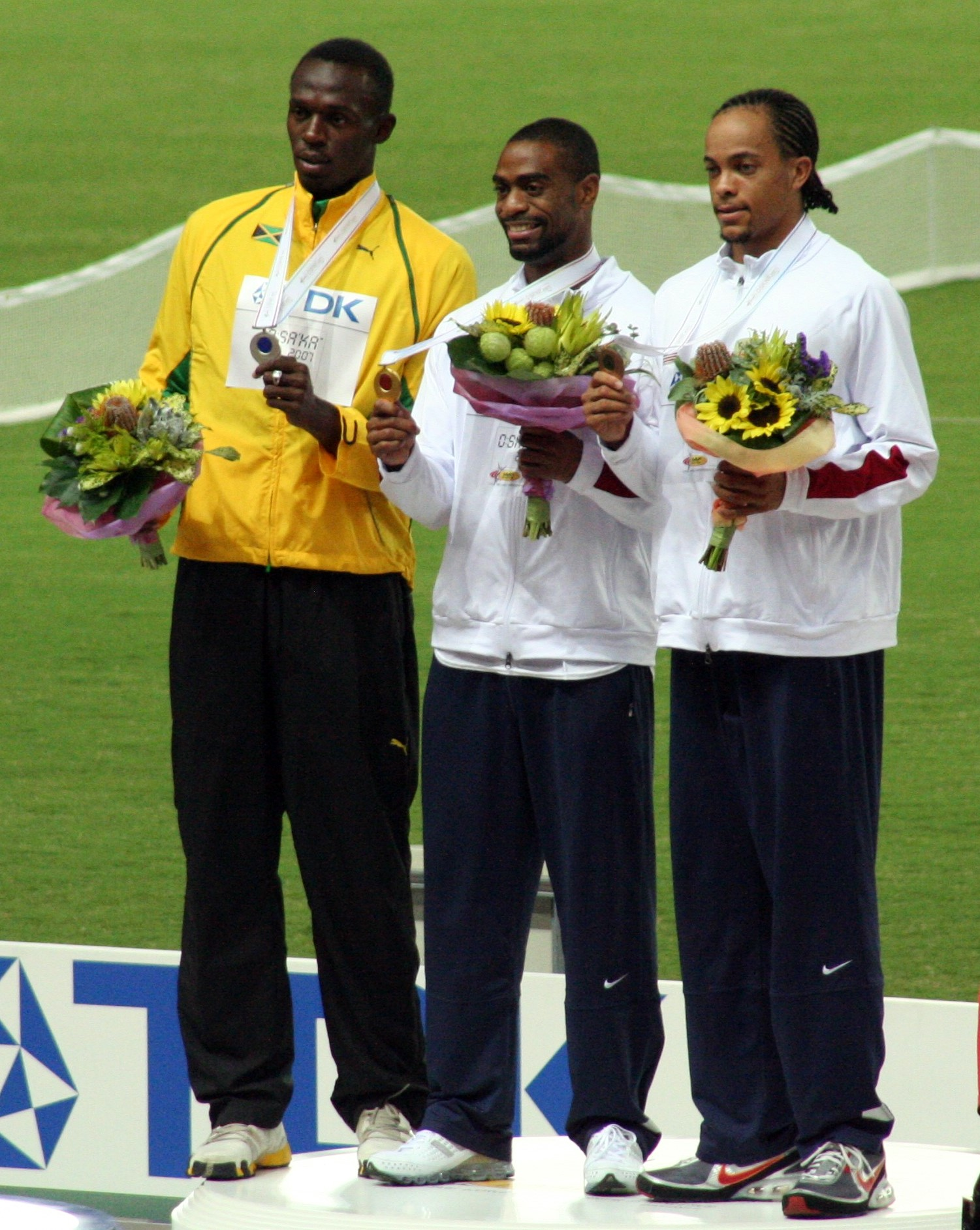
Tyson Gay sur la plus haute marche du podium du 200 m des Mondiaux d'Osaka en 2007. À ses côtés, Usain Bolt (2e) et Wallace Spearmon (3e).

Le 2 juin 2007, il court et remporte le 100 m du Meeting de New York en 9 s 76. Un vent favorable de +2,2 m/s empêche la validation de ce chrono comme nouveau record du monde de la discipline (le vent maximal admis pour homologuer un record étant de +2 m/s).
Quelques semaines plus tard, Gay remporte les titres nationaux sur 100 m et 200 m et se qualifie donc pour les Mondiaux d'Osaka. Lors des deux finales, il établit les deux meilleures performances mondiales de l'année avec respectivement 9 s 84 sur 100 m (record personnel égalé) et 19 s 62 sur 200 m. Ce dernier temps le place deuxième meilleur performeur de tous les temps (ainsi que deuxième performance de tous les temps) sur la distance à trois dixièmes du record du monde de son compatriote Michael Johnson.
Favori des championnats du monde 2007 d'Osaka, Tyson Gay remporte les trois compétitions dans lesquelles il est aligné. Il s'impose tout d'abord dans l'épreuve du 100 m en établissant un nouveau record des championnats en 9 s 85 (-0,5 m/s), devançant finalement Derrick Atkins, deuxième, et Asafa Powell, troisième. Il s'adjuge par la suite le titre mondial du 200 m avec le temps 19 s 76, précédant de 15 centièmes de secondes l'espoir jamaïcain Usain Bolt, son compatriote Wallace Spearmon complétant le podium. Il parachève ses exploits mondiaux en remportant une troisième médaille d'or dans l'épreuve du relais 4 × 100 m, aux côtés de Darvis Patton, Wallace Spearmon et LeRoy Dixon, établissant pour l'occasion la meilleure performance de l'année 2007 en 37 s 78.
Il reçoit le trophée IAAF du meilleur athlète de l'année 2007.

### 2008: Désillusion olympique
Le 28 juin 2008, lors du premier tour du 100 m des sélections olympiques américaines à Eugene, Tyson Gay coupe son effort à 30 mètres de l'arrivée alors qu'il est largement en tête, ne terminant finalement que quatrième de cette série. Il évite de peu la disqualification. En quart de finale, l'Américain devient le troisième meilleur performeur de l'histoire du 100 m en réalisant le temps de 9 s 77 (vent +1,6 m/s), améliorant ainsi son record personnel de 7 centièmes de seconde, ainsi que le record national des États-Unis détenu depuis 1999 par Maurice Greene en 9 s 79. Le lendemain, lors de la finale, il réalise avec 9 s 68 le 100 m le plus rapide de l'histoire à l'époque, mais un vent trop favorable (+4,1 m/s) empêche l'homologation de cette performance. Il obtient néanmoins sa qualification pour le 100 m des Jeux olympiques de 2008.
En revanche, il trébuche en quart de finale des sélections olympiques américaines du 200 mètres. Chutant dès le premier virage, il ne termine pas la course et est éliminé. En conséquence, il ne participera pas aux épreuves du 200 m des Jeux olympiques.
À Pékin, Tyson Gay termine cinquième de sa demi-finale du 100 m en 10 s 05, n'ayant pas récupéré d'une blessure aux muscles ischio-jambiers contractée lors du 200 m des sélections à Eugene. Quelques jours plus tard, l'équipe américaine est disqualifiée lors du relais 4 × 100 m pour perte de témoin. Tyson Gay repart donc bredouille des Jeux olympiques.

### 2009-2010: Retour

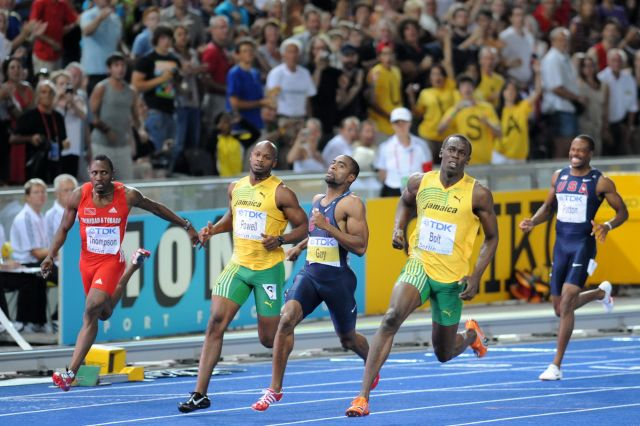
Tyson Gay battu par Usain Bolt lors des Championnats du monde de Berlin, le 16 août 2009.

Le 30 mai 2009, Tyson Gay remporte le 200 mètres du meeting de New-York en 19 s 58 (vent régulier de +1,3 m/s), établissant la troisième meilleure performance de l'histoire sur la distance, derrière les 19 s 30 d'Usain Bolt (Amélioré à 19 s 19 aux championnats du monde de Berlin 2009) et les 19 s 32 de Michael Johnson. 
Le 26 juin 2009, Tyson Gay, déjà qualifié pour les mondiaux de Berlin en tant que triple champion du monde sortant, n'a besoin que de courir une seule course durant les trials à Eugène pour valider son ticket aux championnats du monde selon la règle imposée. Il court alors une série de 100m où il réalise un temps exceptionnel de 9 s 75 mais le vent est trop fort (+ 3,2 m/s) pour homologuer ce nouveau temps qui le rend tout de même 7e performeur de tous les temps toutes conditions confondues. Il qualifie lui-même sa course de techniquement médiocre malgré l'excellent temps.
Le 10 juillet 2009, Tyson Gay égale la meilleure performance de sa carrière sur 100 m en réalisant 9 s 77 (vent de +0,4 m/s) lors du meeting Golden Gala de Rome. Il améliore ainsi de 9 centièmes de secondes la précédente meilleure marque mondiale de l'année réalisée par Usain Bolt.
Le 16 août 2009, Tyson Gay porte son record personnel et celui des États-Unis à 9 s 71 (+0,9 m/s) lors de la finale du 100 m aux championnats du monde de Berlin, ce qui fait de lui le 2e performeur de tous les temps, devancé cependant par Usain Bolt (9 s 58, record du monde). Le 18 août, Gay déclare forfait pour le 200 mètres. L'agent de l'athlète américain, Mark Wetmore, explique les raisons de ce forfait par des douleurs persistantes aux adducteurs. Le relais américain 4 × 100 m est disqualifié en demi-finales, après réclamation britannique, par le jury d'appel pour transmission du bâton hors secteur. Tyson Gay repart donc de ces championnats du monde de 2009 à Berlin avec une seule mais belle médaille d'argent glanée sur 100 mètres.
Le 12 septembre 2009, il remporte la finale mondiale de l'athlétisme en 9 s 88. Lors du meeting de Shanghai du 20 septembre 2009, il porte son record des États-Unis à 9 s 69 (+2,0 m/s), devenant ainsi le deuxième coureur après Usain Bolt à descendre sous les 9 s 70.
Le 17 avril 2010, l'Américain bat son record personnel sur 400 m en signant le temps de 44 s 89 lors du meeting Memorial Classic de Gainesville, en Floride. Cette performance lui permet de devenir le premier athlète à descendre à la fois sous les 10 secondes au 100 mètres (9 s 69), sous les 20 secondes au 200 m (19 s 58), et sous les 45 secondes sur 400 m, soit les trois barrières symboliques des trois principales épreuves du sprint masculin.

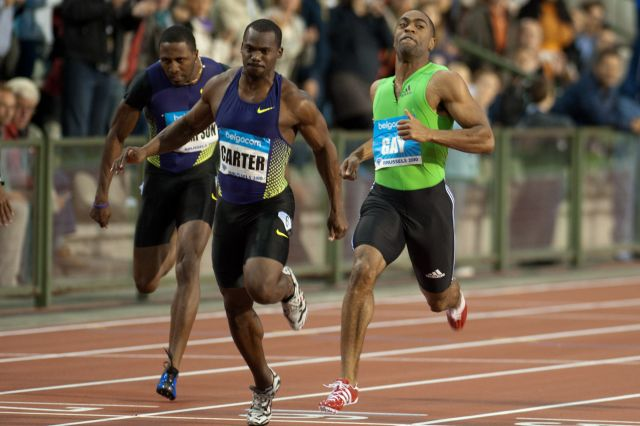
Tyson Gay devant Nesta Carter lors de la finale de la Ligue de diamant 2010 à Bruxelles, le 27 août 2010.

En mai 2010 à Manchester, Gay court un 200 m en ligne droite en 19 s 41, battant ainsi le vieux record du monde de Tommie Smith qui tenait depuis 1966, avec 19 s 5 sur 220 yards (201,17 m).
Lors de la 11e étape de la Ligue à Stockholm, le DN Galan, Tyson Gay bat pour la toute première fois Usain Bolt  : 9 s 84 (SB) pour Gay et seulement 9 s 97 pour Bolt qui n'avait pas perdu depuis juillet 2008 (deuxième place derrière Asafa Powell sur la même piste de Stockholm) et avait remporté les quatorze 100 mètres disputés jusqu'alors. C'était le troisième défi entre les deux sprinteurs et chaque fois, précédemment, Bolt avait battu le record du monde de la distance (New York et Berlin). Il confirme son état de forme le 13 août lors du meeting Aviva London Grand Prix en réalisant la meilleure performance mondiale de l'année en 9 s 78, en dépit d'un vent défavorable de 0,4 m/s. Le 19 août, lors du meeting de Zurich, l'équipe des États-Unis, composée de Trell Kimmons, Wallace Spearmon, Tyson Gay et Michael Rodgers, établit en 37 s 45 la meilleure performance mondiale de l'année sur 4 × 100 m.
Le 27 août, au meeting de Bruxelles, il remporte la finale du 100 m de la ligue de diamant à Bruxelles en signant un chrono de 9 s 79. Il devance les Jamaïcains Nesta Carter (9 s 85) et Yohan Blake (9 s 91). Cette nouvelle victoire lui permet d'empocher les 40 000 dollars qui étaient promis au vainqueur de la Ligue de diamant.

### 2011-2012: Désillusion mondiale et espoirs olympiques

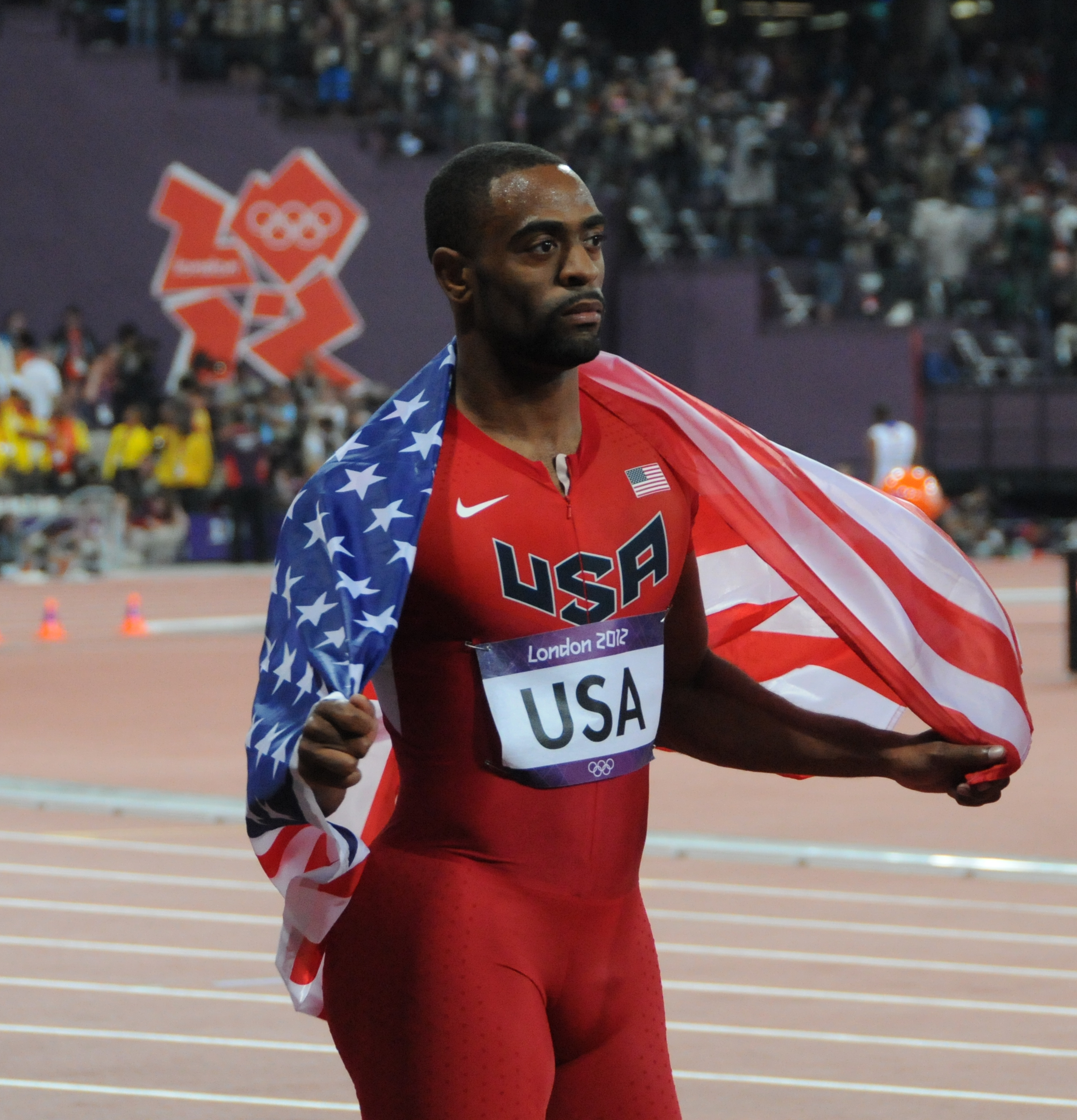
Tyson Gay remporte la médaille d'argent du relais 4 × 100 m lors des Jeux olympiques de 2012 à Londres

Le 15 mai 2011, il boucle en 14 s 51 le 150 mètres des « Great City Games » disputé en ligne droite dans les rues de Manchester sur une piste détrempée. Il devance son compatriote Darvis Patton (14 s 98) et les Britanniques Marlon Devonish et Christian Malcolm. Le meilleur temps jamais réalisé sur la distance (14 s 35) a été réalisé le 17 mai 2009 par Usain Bolt lors d'une précédente édition de cette même course exhibition. Il remporte le 100 mètres du meeting de Clermont en Floride, le 4 juin, en signant la meilleure performance mondiale de l'année sur 100 mètres en 9 s 79 avec un vent favorable de 1,1 m/s. Il termine deuxième en 10 s 26 de l'Adidas Grand Prix de New York derrière Steve Mullings avec un vent défavorable de 3,4 m/s. Cependant, sa blessure contractée en février revient lors des séries des championnats des États-Unis, ce qui l'empêche de se qualifier pour les championnats du monde, privant ainsi les championnats de meilleur performeur mondial de l'année jusque-là.
En juillet, il subit une opération de la hanche droite. L'arthroscopie visait à supprimer les douleurs articulaires entre son fémur et sa hanche droite. Après avoir passé près de deux mois avec des béquilles, Gay ne reprend le footing qu'en novembre. Accumulant les retards dans sa préparation pour les Jeux olympiques d'été de 2012 et devant se ménager pour être sûr de courir pour les sélections olympiques américaines en juin, Gay décide début avril d'abandonner l'idée d'un doublé 100 m - 200 m et de se concentrer sur la première des deux courses.
Son retour sur les pistes est programmé en juin 2012 à l'occasion du meeting Adidas Grand Prix de New York où il décide de d'aligner sur la finale B du 100 m. Malgré un fort vent défavorable de 1,5 m/s, Tyson Gay remporte la course en 10 s 00, éclipsant notamment la performance de 9 s 90 de Yohan Blake (+0,7 m/s) réalisés dans la finale A. Fin juin, lors des sélections olympiques américaines de Eugene, il obtient sa qualification pour les Jeux de Londres en terminant deuxième de l'épreuve du 100 m en 9 s 86, derrière Justin Gatlin (9 s 80) et devant Ryan Bailey (9 s 93). Lors du meeting Herculis du 20 juillet 2012, il contribue comme relayeur à la victoire de l'équipe américaine « Rouge » en 37 s 61, meilleur temps de la saison, équipe composée de Trell Kimmons, Justin Gatlin, Tyson Gay et Ryan Bailey, malgré des passages de témoin perfectibles.
Aux Jeux olympiques de Londres, il arrive initialement 4e de la finale du 100 mètres, avec un temps de 9 s 80 et décroche la médaille d'argent en relais 4 × 100 mètres mais ces résultats seront successivement annulés en raison de son dopage en juin 2015. En mai 2015, le relais américain perd sa médaille d'argent après la disqualification de Gay pour dopage après un contrôle de juin 2013 et une sanction qui le prive de tous ses résultats à partir de juillet 2012,.

### 2013:  Contrôle antidopage positif
En mai 2013, Tyson Gay remporte le 100 m de Jamaica International Invitational, à Kingston, en 9 s 86 (+0,2 m/s), puis s'impose sous la pluie en 10 s 02 (-0,8 m/s) lors du meeting Ligue de diamant de New York. Fin juin, aux championnats des États-Unis de Des Moines, il décroche son quatrième titre national sur 100 m en s'imposant en finale en 9 s 75 (+ 1,1 m/s), signant la troisième meilleure performance de sa carrière sur la distance. Auteur de la meilleure marque de l'année, il se qualifie pour les Championnats du monde de Moscou en compagnie de Justin Gatlin, deuxième en 9 s 89 et Charles Silmon, troisième en 9 s 98. Deux jours plus tard, il remporte pour la troisième fois de sa carrière le titre du 200 m, devant Isiah Young et Curtis Mitchell, en établissant de nouveau la meilleure performance mondiale de l'année en 19 s 74 (+ 1,6 m/s).
Il met un terme à sa collaboration avec Jon Drummond et n'a ainsi plus qu'un seul entraîneur en la personne de Lance Brauman.
Le 14 juillet 2013, il révèle qu'il a subi un contrôle antidopage positif à l'issue d'une compétition disputée le 16 mai. Le 27 juillet, l'USADA, agence américaine antidopage, précise dans un communiqué : « Gay a été contrôlé positif à un stéroide anabolisant et/ou à ses métabolites, à l'issue de deux prélèvements réalisés hors compétition et un en compétition. » Lors d'une conférence de presse par téléphone, Tyson Gay, plaide la bonne foi : « Je ne me suis pas saboté moi-même, j'ai fait confiance à quelqu'un et il m'a trompé. ». Il est interdit de compétition pendant un an. Tous ses titres depuis juillet 2012 sont invalidés, notamment sa médaille d'argent remportée aux Jeux olympiques de 2012 sur 4 x 100 m. Par voie de conséquence, les trois autres membres de l'équipe américaine de ce relais se voient dépouillés de leurs médailles.
Le 22 juin 2017, il est éliminé dès les séries du 100 m des Championnats des États-Unis en 10 s 17.

## Vie personnelle

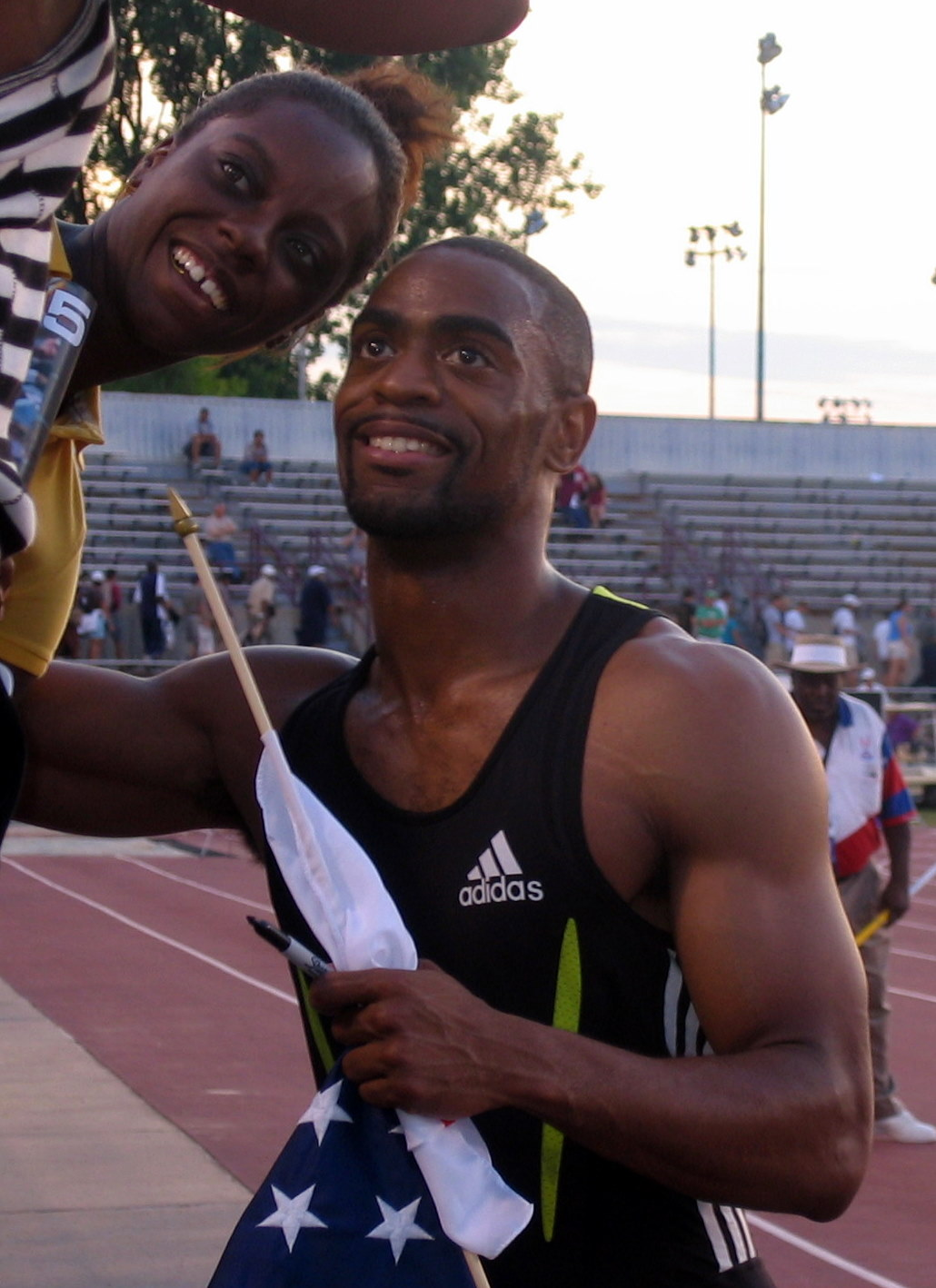
Tyson Gay à Indianapolis, le 22 juin 2007.

Tyson Gay a une grande sœur, Tiffany. Il a eu également une fille, Trinity, avec Shoshana Boyd. Il aimait passer du temps avec elle et avec Destin, la fille de Tiffany. Le 16 octobre 2016, Trinity est tuée par une balle perdue qui l’atteint à la nuque lors d'une fusillade entre les occupants de deux voitures, à la sortie d'un restaurant de Lexington (Kentucky). Elle avait 15 ans, elle était membre de l'équipe d'athlétisme de Lafayette High School. 
Alors que son entraîneur Brauman est en prison pour fraude, Gay veille sur sa femme et sa fille. Daisy, la mère de Tyson, s'est mariée à Tim Lowe en 1995, ajoutant deux demi-sœurs, Seth and Haleigh Lowe, à la famille Gay.
Il a fait ses classes au Lafayette High School, au Barton County Community College et à l'Université de l'Arkansas où il étudia la sociologie et le marketing avant de devenir athlète professionnel en juin 2005. Gay assistait aux offices de l'église St. John Missionary Baptiste durant son enfance, et quand il rentre chez lui, il se rend encore à l'église : « Je suis croyant et donc je crois vraiment que Dieu m'a donné des capacités qui me permettent de réaliser des performances inattendues. Je pense sincèrement que je peux battre un record, ou me rapprocher de ce dernier ou encore gagner une médaille. » (« I'm a religious man, so I really believe in my God-given ability, that I can do the unexpected. I really do believe I can break a record, or come close to it, or win a medal. »). Il est fréquemment décrit comme un athlète respectueux, modeste et fairplay, à la différence des précédents sprinteurs américains de classe mondiale,.
Gay a des accords de sponsoring avec Adidas, Omega, McDonald's et Sega.

## Réalisations et postérité
Gay détient le record des États-Unis du 100 m avec un temps de 9 s 69, ce qui fait de lui le second sprinteur le plus prompt de l'histoire après Usain Bolt. Il détient deux des six meilleurs chronos de l'histoire sur la ligne droite (9 s 69 et 9 s 71). Son meilleur temps officieux demeure 9 s 68 réalisé avec un vent de +4,1 m/s lors des sélections américaines 2008. Auparavant, le 13 avril 1996 à El Paso au Texas, Obadele Thompson courut à l'époque le 100 m le plus rapide de l'histoire. Son temps enregistré était de 9 s 69. Néanmoins, ce temps a été réalisé avec un vent favorable de +5,0 m/s ou +5,7 m/s ce qui empêcha son homologation,. Ce chrono fut battu 12 ans plus tard par Gay. Encore une fois, le vent était trop important pour homologuer ce temps.
Avec 19 s 58, il est également le septième athlète le plus rapide de l'histoire sur 200 m, derrière Usain Bolt, Yohan Blake et ses compatriotes américains Michael Johnson, Walter Dix, Justin Gatlin et Noah Lyles. En 2006, Gay fut un des membres du relais 4 × 100 m le 15e plus rapide dans l'histoire, effectué à Athènes dans un chrono de 37 s 59 avec Kaaron Conwright, Wallace Spearmon et Jason Smoots; temps qui constituera le record de l'IAAF World Cup Championship. Depuis, Gay améliora ce record. Ainsi, le 19 août 2010, lors du meeting de Zurich, le relais américain, composé de Trell Kimmons, Wallace Spearmon, Tyson Gay et Michael Rodgers, établit en 37 s 45 la meilleure performance mondiale de l'année sur 4 × 100 m. Cette performance constitue le dixième meilleur temps dans l'histoire de la distance.
Son enchaînement de courses de vitesse sur 100 m et 200 m en 9 s 84 et 19 s 62, réalisé en l'espace de deux jours en 2007 à Osaka, constitue le meilleur enchaînement de tout temps. Sa combinaison actuelle de 9 s 69 / 19 s 58 demeure la seconde meilleure performance du monde derrière les 9 s 58 / 19 s 19 de Bolt, sous réserve du récent chrono époustouflant de Yohan Blake sur 200 m en septembre 2011 (19 s 26),. Au cours du Tom Jones Memorial Classic à Gainesville le 17 avril 2010, Tyson Gay boucla en 44 s 89 le 400 m et devient le premier homme de l'histoire à descendre à la fois sous les 10 s 00 au 100 m, les 20 s 00 au 200 m et les 45 s 00 au 400 m. Ce triplé est battu par Wayde van Niekerk qui réalise la même série (9 s 94, 19 s 84) mais fait encore mieux avec sous les 44 s 00 au 400 m (43 s 03, record du monde).
Au 6 septembre 2012, Tyson Gay avait couru 32 courses de 100 mètres sous les 10 secondes.
Ces performances sont cependant gâchées par un contrôle antidopage positif effectué à l'issue d'une compétition disputée le 16 mai 2013.

## Palmarès

### International
| Date | Compétition                | Lieu             | Résultat | Épreuve   | Temps    |
| ---- | -------------------------- | ---------------- | -------- | --------- | -------- |
| 2005 | Championnats du monde      | Helsinki         | 4e       | 200 m     | 20 s 34  |
| 2005 | Finale mondiale            | Monaco           | 1er      | 200 m     | 19 s 96  |
| 2006 | Finale mondiale            | Stuttgart        | 3e       | 100 m     | 9 s 92   |
| 2006 | Finale mondiale            | Stuttgart        | 1er      | 200 m     | 19 s 68  |
| 2006 | Coupe du monde des nations | Athènes          | 1er      | 100 m     | 9 s 88   |
| 2007 | Championnats du monde      | Osaka            | 1er      | 100 m     | 9 s 85   |
| 2007 | Championnats du monde      | Osaka            | 1er      | 200 m     | 19 s 76  |
| 2007 | Championnats du monde      | Osaka            | 1er      | 4 × 100 m | 37 s 78  |
| 2009 | Championnats du monde      | Berlin           | 2e       | 100 m     | 9 s 71   |
| 2009 | Finale mondiale            | Thessalonique    | 1er      | 100 m     | 9 s 88   |
| 2010 | Ligue de diamant           | Ligue de diamant | 1er      | 100 m     | détails  |
| 2010 | Coupe continentale         | Split            | 1er      | 4 × 100 m | 38 s 25  |
| 2012 | Jeux olympiques            | Londres          | 4e       | 100 m     | 9 s 80   |
| 2012 | Jeux olympiques            | Londres          | 2e       | 4 × 100 m | 37 s 04, |
| 2015 | Relais mondiaux de l'IAAF  | Nassau           | 1er      | 4 × 100 m | 37 s 38  |
| 2015 | Championnats du monde      | Pékin            | 6e       | 100 m     | 10 s 00  |

### National
- Championnats des États-Unis
  - 100 m : vainqueur en 2006, 2007, 2008, 2013 et 2015
  - 200 m : vainqueur en 2005, 2007 et 2013
- Championnats NCAA :
  - Vainqueur du 100 m en 2004

### Records
| Épreuve   | Performance | Lieu         | Date              |
| --------- | ----------- | ------------ | ----------------- |
| 60 m      | 6 s 55      | Fayetteville | 11 février 2005   |
| 100 m     | 9 s 69      | Shanghai     | 20 septembre 2009 |
| 200 m     | 19 s 58     | New York     | 30 mai 2009       |
| 400 m     | 44 s 89     | Gainesville  | 17 avril 2010     |
| 4 × 100 m | 37 s 04     | Londres      | 11 août 2012      |